# سزار د لا هوز
سزار د لا هوز (انگلیسی: César de la Hoz؛ زادهٔ ۳۰ مارس ۱۹۹۲) بازیکن فوتبال اهل اسپانیا است.
از باشگاه‌هایی که در آن بازی کرده‌است می‌توان به باشگاه فوتبال رئال بتیس و باشگاه فوتبال راسینگ سانتاندر اشاره کرد.